# 유로스피드웨이 라우지츠

유로스피드웨이 라우지츠(EuroSpeedway Lausitz)는 독일 북동부 브란덴부르크주의 클라츠비츠(Klettwitz) 주변에 위치한 경주로이다. 원래 이름은 라우지츠링(Lausitzring)였으나 더 나은 국제적 소통을 위해 "유로스피드웨이 라우지츠"로 명칭이 변경되었다. 유로스피드웨이는 2000년 이후로 모터 레이싱용으로 사용되고 있다.

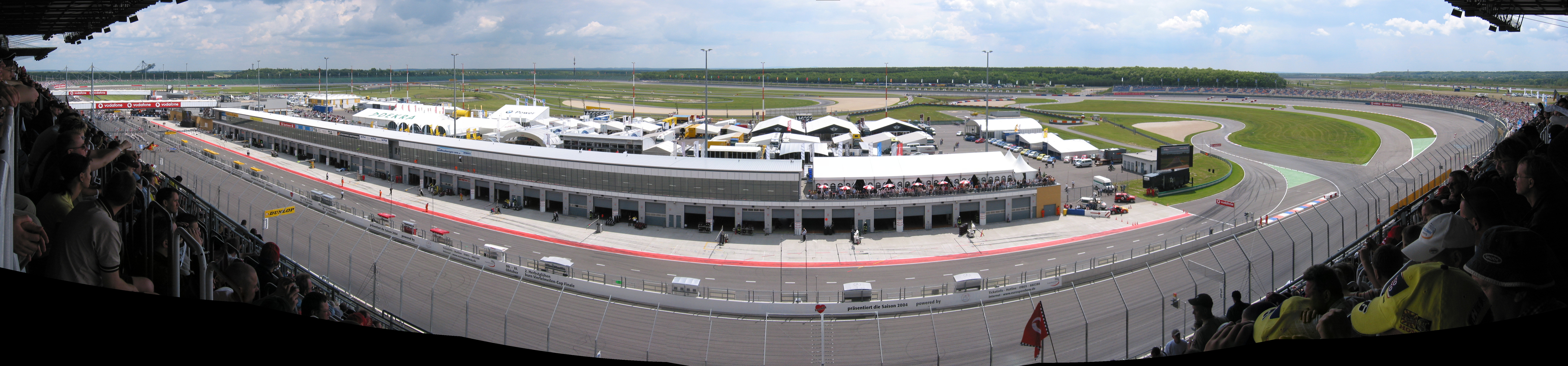
파노라마 샷.

## 같이 보기
- AVUS